# 레바즈 라슈히
레바즈 기비스 제 라슈히(조지아어: რევაზ გივის ძე ლაშხი, 1988년 5월 26일~)는 조지아의 레슬링 선수이다. 주 종목은 그레코로만형이며, 2012년에 영국의 런던에서 열린 2012년 하계 올림픽에서 라이트급 은메달을 획득했다.